# Москаленко, Александр Николаевич
Алекса́ндр Никола́евич Москале́нко (род. 4 ноября 1969, Переясловская, Брюховецкий район, Краснодарский край) — российский спортсмен, первый Олимпийский чемпион по прыжкам на батуте (2000). Четырнадцатикратный чемпион мира (на пяти чемпионатах 1990, 1992, 1994, 1999, 2001 одержал 14 побед), обладатель наибольшего количества (14) золотых медалей в истории прыжков на батуте. Заслуженный мастер спорта СССР (1991). Заслуженный работник физической культуры Российской Федерации (2020). Герой Труда Кубани (2005). Включен в Книгу рекордов Гиннеса.
Член Общественной палаты города Краснодара.
Член Общественного совета Следственного комитета Краснодарского края.
Член Совета по спорту при главе администрации города Краснодара.
До весны 2006 года занимал пост главы департамента по физической культуре и спорту Краснодарского края.
Депутат Законодательного Собрания Краснодарского края четвёртого созыва 2007—2012 гг. по Кошевому одномандатному избирательному округу № 21.
Заместитель председателя комитета по культуре, спорту, информационной политике и взаимодействию с общественными объединениями.

## Родители
Родители Александра Москаленко происходят из казачьего сословия, отличники народного просвещения, почти 40 лет проработали в школе № 7 станицы Переясловской. Николай Иванович после службы в армии окончил факультет физического воспитания Краснодарского института, затем факультет истории, был директором школы и преподавал физкультуру, историю, а Тамара Петровна — химию и биологию. Николай Иванович Москаленко, заслуженный деятель физической культуры России, пропагандировал физическую культуру в родной станице. По инициативе Николая Ивановича создан детско-юношеский спортивный клуб «Радуга» имени В. Н. Мачуги, который он возглавлял в качестве директора. В 1996 году клуб был признан лучшим детским учреждением дополнительного образования в Краснодарском крае.

## Интересные факты
В сборную команду Краснодарского края Александр Москаленко был включён в 11 лет, в сборную СССР — в 15 лет.
Первое «серьезное» золото Москаленко получил в 16 лет на первенстве Европы.
В 19 лет он выиграл Чемпионат СССР, Чемпионат Европы и Кубок мира.
С 1989 года Москаленко стал «непобедимым», до сих пор его результаты никому не удалось повторить.
В 2002 году, после Олимпиады в Сиднее, Москаленко вместе с гимнастом Алексеем Немовым по приглашению Арнольда Шварценеггера принимал участие в его шоу в городе Каламбус штат Огайо.
Александр Москаленко — обладатель всех высших спортивных титулов. Такое в истории батута не удавалось никому. В 1999 году Александр Москаленко занесен в Книгу рекордов Гиннесса как обладатель наибольшего количества золотых медалей чемпионатов мира.
За полтора месяца до чемпионата мира в Германии (Эссен, 1990), на матчевой встрече, которая проходила в городе Абердине, у Александра, был компрессионный перелом грудного отдела позвоночника. Перед каждым подходом к батуту ему кололи обезболивающее. На последующем чемпионате мира в Эссене он завоевал чемпионский титул в индивидуальных прыжках и в команде, в синхронных прыжках стал серебряным призёром.
На мировое первенство 1992 года в Сиднее Москаленко мог и не попасть, поскольку не было средств на поездку. Москаленко помог родной колхоз «Знамя Ленина», а сам акробат с чемпионата вернулся с тремя золотыми медалями. Родной колхоз за это наградил Москаленко званием «Почетный колхозник».
В 1998 году на чемпионате мира в Новой Зеландии Александр Москаленко прыгал на «одной ноге», так как не мог опираться на вторую после перелома, гипс пришлось снять на три недели раньше срока.
Александр Москаленко дважды уходил из спорта и дважды возвращался. Первый раз, когда 1998 году стало известно, что Международный Олимпийский комитет включил прыжки на батуте в программу Олимпийских игр в Сиднее 2000. К тому времени Александр уже три года не тренировался. Приняв решение вернуться в большой спорт, Александр за три месяца сбросил 24 килограмма. Второй раз в 2004 году, когда к олимпийскому золоту Сиднея Москаленко в свои 35 лет добавил серебряную олимпийскую награду Афин.

## Награды
- Орден Почёта — за большой вклад в развитие физической культуры и спорта и высокие спортивные достижения на Играх XXVII Олимпиады 2000 года в Сиднее (2001)[1]
- Медаль ордена «За заслуги перед Отечеством» II степени — за большой вклад в развитие физической культуры и спорта и высокие спортивные достижения  (2006)[2]
- Медаль «Герой труда Кубани» (Краснодарский край, февраль 2005) — за большой личный вклад в развитие физической культуры и спорта, подготовку олимпийского резерва на Кубани и высокие спортивные достижения[3]
- Заслуженный работник физической культуры Российской Федерации (25 мая 2020) — за заслуги в развитии физической культуры и спорта, многолетнюю добросовестную работу[4].